# Земо-Гургениани
Земо-Гургениани (груз. ზემო გურგენიანი) — село в Грузии, в муниципалитете Лагодехи края Кахетия. 

## География
Село расположено в восточной части края, в 8 километрах по прямой к западу от центра муниципалитета Лагодехи. Высота центра — 390 метров над уровнем моря.

## Население
По данным переписи населения 2014 года, в селе проживало 444 человека.
| Год  | Население | Мужчины | Женщины |
| ---- | --------- | ------- | ------- |
| 2014 | 444       | 221     | 223     |